# Lorenzo Aguirre
Lorenzo Victoriano Aguirre Sánchez – hiszpański malarz, plakacista i karykaturzysta tworzący na przełomie XIX i XX wieku.
Zainteresował się malarstwem w Alicante, mieście, do którego jego rodzice przenieśli się, gdy miał cztery lata. Aguirre na zawsze pozostał związany z Alicante, szybko stał się jednym z najbardziej znanych promotorów. Był entuzjastą lokalnego święta Fogueres Sant Joan (Wigilia św. Jana), dla którego przygotowywał pierwsze plakaty. Jego pierwszym nauczycielem był malarz Lorenzo Casanova Ruiz. W 1899 r. przeniósł się do Madrytu, gdzie studiował na Królewskiej Akademii Sztuk Pięknych św. Ferdynanda, a w 1910 r. do Paryża, gdzie również kontynuował studia artystyczne.
Po powrocie do Hiszpanii zdobył szereg nagród na krajowych i międzynarodowych wystawach, takich jak:
- III Medal na Krajowej Wystawie Sztuk Pięknych w Madrycie (1922) za obraz Luz divina (obecnie w Muzeum Regionalnym La Rioja w Logroño),
- II Nagroda na Krajowej Wystawie Sztuk Pięknych w Madrycie (1926) za obraz Crepúsculo de Vidas (obecnie w Muzeum Elisa Cendrero w Ciudad Real)
- Honorowy Medal od Stowarzyszenia madryckich Malarzy i Rzeźbiarzy (1934) za obraz Artistas de circo, (obecnie w Muzeum Regionalnym w Pampelunie)

W 1930 roku jego nazwisko pojawia się w pierwszym dodatku do Powszechnej Encyklopedii Espasa, która zawierała także repordukcję jego obrazu El Picador.
Wstąpił do korpusu policji, gdzie zajmował stanowiska kierownicze w okresie Drugiej Republiki Hiszpańskiej. Jego lojalność wobec rządu sprawiła, że po zakończeniu wojny domowej został zmuszony do emigracji i wyjechał do Francji. W 1940 roku, z powodu niemieckiej inwazji, postanowił wrócić do Hiszpanii razem z rodziną. Podczas przekraczania granicy został aresztowany i uwięziony w Cárcel de Porlier. W 1942 r. został stracony w Madrycie pod zarzutem wspomagania rebelii (auxilio a la rebelión).